# 阿卡替尼
阿卡替尼（英語：Acalabrutinib）是一种用于治疗各种类型的非霍奇金氏淋巴瘤的药物，包括被套细胞淋巴瘤（MCL）和慢性淋巴细胞白血病/小淋巴细胞白血病 （CLL/SLL）。
常见的副作用包括头痛、感觉疲倦、低红细胞、低血小板和低白细胞。它是第二代布鲁顿酪氨酸激酶抑制剂。阿卡替尼阻断布鲁顿酪氨酸激酶的酶，该酶有助于B细胞存活和生长。通过阻断这种酶，阿卡替尼有望减缓CLL中癌细胞 B 细胞的积聚，从而延缓癌症的进展。

## 医疗用途
在欧盟，阿卡替尼作为单一疗法或与奥比妥珠单抗联合用于治疗患有先前未治疗的慢性淋巴细胞白血病（CLL）的成人。它还适用于治疗先前至少接受过一种治疗的患有慢性淋巴细胞白血病（CLL）的成人。在美国，阿卡替尼适用于治疗先前至少接受过一种治疗的被套细胞淋巴瘤（MCL）成人，以及治疗慢性淋巴细胞白血病（CLL）或小淋巴细胞淋巴瘤（SLL）的成人。

## 副作用
最常见的不良反应是头痛、腹泻和体重增加。尽管短暂性头痛的发生率更高，但数据表明，阿卡替尼优于依鲁替尼，因为预期可减少皮疹、严重腹泻和出血风险的不良反应。

## 社会与文化

### 法律地位
阿卡替尼于2017年獲美国批准用于医疗用途，并于2020年11月獲欧盟批准。

### 经济
它由Acerta Pharma研发。